# Ian Cooper (cầu thủ bóng đá Anh)
Ian Cooper (sinh ngày 21 tháng 9 năm 1946) là một cầu thủ bóng đá người Anh đã giải nghệ từng thi đấu chuyên nghiệp cho Bradford City từ 1965 đến 1977, có gần 450 lần ra sân cho câu lạc bộ. Ông trải qua 3 mùa giải với Guiseley. Ông sinh ra ở Bradford.